# Salvatore Aldisio
Salvatore Aldisio, né le 29 décembre 1890 à Terranova, mort le 27 juillet 1964 à Rome, est un homme politique italien.
Proche de Luigi Sturzo, il est député du Parti populaire italien jusqu'à sa déchéance après la prise de pouvoir de Benito Mussolini. Membre fondateur de la Démocratie chrétienne sicilienne après le débarquement allié, il est haut commissaire pour la Sicile puis parlementaire et plusieurs fois ministre.

## Biographie

### Organisateur du Parti populaire et antifasciste
Fils de Gaetano Aldisio et Gaetana Trevigne, propriétaires terriens aisés de Terranova, qui reprend son nom antique de Gela à la fin des années 1920, Salvatore Aldisio s'inscrit hâtivement dans le mouvement catholique local. En 1906, il préside le cercle des jeunes démocrates-chrétiens de Terranova et dirige un journal local Il Carnofano bianco.
Diplômé en droit et en agriculture, il combat en Cyrénaïque entre 1912 et 1915 lors de la Guerre italo-turque. Il est fait prisonnier en 1916 sur le Plateau du Karst, et déporté en Bohême.
Avocat et propriétaire terrien à l'issue de la Première Guerre mondiale, Salvatore Aldisio organise le mouvement coopératif agricole dans la région de Gela et devient auprès du prêtre Luigi Sturzo, l'un des principaux artisans du Parti populaire . dont il est secrétaire provincial.
Il est élu député en 1921 et participe en juin 1924 à la sécession dell'Aventino contre le pouvoir de Mussolini qui vient de faire assassiner le député socialiste Giacomo Matteotti. En conséquence de quoi, il est déchu le 9 novembre 1926 avec les 122 autres députés aventiniens.
Retiré à Gela où il s'occupe de l'exploitation de son domaine, il marque publiquement son opposition au gouvernement fasciste et critique les alliés catholiques du régime, sans pour autant se livrer à des activités subversives.

### Figure de la Démocratie chrétienne sicilienne et nationale
Dès 1942, il entame la reconstruction d'un parti catholique fidèle aux principes de Sturzo que suivent moins les leaders chrétiens du nord, comme Alcide De Gasperi. Après le Débarquement allié en Sicile, Aldisio réunit des militants catholiques entrés en clandestinité durant la période fasciste pour créer le parti de la Démocratie chrétienne dont le congrès fondateur se tient le 16 décembre 1943 chez Giuseppe Alessi. Les deux forment avec Bernardo Mattarella, dont Aldisio est parrain de son fils, Sergio, Pasquale Cortese et Antonio Pecoraro la première équipe de direction. Il aspire à la réconciliation nationale en voulant éviter la vengeance contre les anciens fascistes et milite pour l'autonomie de la Sicile afin d'affaiblir le camp séparatiste.
Il est nommé préfet de Caltanissetta en mars 1944 puis, après le virage de Salerne ouvrant la voie à un gouvernement d'union nationale, il est nommé ministre de l'Intérieur dans le deuxième cabinet Badoglio en avril 1944, lequel intègre plusieurs autres antifascistes tels Benedetto Croce, Carlo Sforza, Pietro Mancini et Palmiro Togliatti. Aldisio et Mattarella négocient leur soutien à ce cabinet contre la promesse de l'autonomie sicilienne. L'opposition des dirigeants du nord et le conflit voilé entre Sturzo et De Gasperi gêne sa présence dans les gouvernements suivants.
Marginalisé, il revient en Sicile comme haut commissaire pour l'île de juin 1944 à mars 1946, en remplacement de Francesco Musotto, jugé trop proche du Mouvement pour l'indépendance de la Sicile. Il préside de ce fait de la Consulta regionale destinée à discuter l'autonomie spéciale de la Sicile.
Membre de la Consulta Nazionale, il est l'un des hommes forts de la politique sicilienne de l'immédiat après-guerre, et considéré comme l'un des pères de l'autonomie sicilienne. Il favorise les travaux d'écriture du statut régional approuvé le 15 mai 1946. Pour contrer les aspirations séparatistes de l'île, il rencontre les chefs mafieux afin de les convaincre de soutenir l'autonomie.
En confrontation directe avec De Gasperi, il plaide auprès du pape Pie XII le retour d'exil de Don Sturzo. Pourtant, il est nommé ministre de la Marine marchande (1946-1947) et des Travaux publics (1950-1953) dans les trois derniers gouvernements De Gasperi. A ce dernier poste, qu'il conserve en juillet 1951 alors qu'il est annoncé à la Justice, il doit gérer les conséquences des inondations exceptionnelles qui touchent la Calabre, la Sicile, la Sardaigne et la Polésine entre octobre et décembre 1951. Il porte la loi n° 715 du 10 août 1950, visant à encourager la construction privée grâce à des prêts pour la construction de maisons.
Il dirige jusqu'à sa nomination au gouvernement De Gasperi II, le Centre d’études et d’échanges internationaux (Centro di studi e di scambi internazionali), créé en 1945 par des intellectuels siciliens sous le nom de Centro di Studi Anglo-franco-americani, pour déconstruire la culture isolationniste fasciste. Le député monarchiste Giovanni Alliata Di Montereale lui succède.donnant une orientation méditerranéenne au centre. Il est également président de la Confédération des coopératives italiennes à partir de 1947, organisation d'inspiration chrétienne.
Pressenti pour prendre le portefeuille de la Défense dans le premier gouvernement De Gasperi, il ne fait finalement pas partie du cabinet.
Il siège à l'Assemblée constituante de la République italienne, puis est nommé sénateur de droit de la Ire législature de la République italienne, obtenant l'une des vice-présidences le 8 mai 1948. Il est élu député lors des trois législatures suivantes.

### Affaiblissement politique
Alors qu'Aldisio est un spécialiste de l'agriculture méridionale et de la réforme agraire depuis les années 1940, De Gasperi refuse qu'il occupe le ministère de l'Agriculture dans le gouvernement Scelba. Sans influence nationale, il critique la tentation étatique et la création de la  Cassa per il Mezzogiorno qui représente pour lui davantage un risque de corruption qu'un instrument de développement. En octobre 1956, au IVe congrès national de la démocratie chrétienne à Trente, il prend la parole pour défendre l'institution.
Affaibli à Rome par la prise de pouvoir d'Amintore Fanfani à la DC, il perd également l'influence qu'il partageait en Sicile avec Bernardo Mattarella, Giuseppe Alessi et Franco Restivo face à l'émergence des jeunes Turcs fanfaniens qui domineront les deux décennies suivantes : Giovanni Gioia et Salvatore Lima.
Ainsi, le refus de Fanfani de soutenir sa nomination comme ministre de l'Agriculture, ainsi que l'opposition du parti à une ouverture à droite, entraine la démission du gouvernement de Giuseppe Pella en janvier 1954,. Favorable à une industrialisation des latifundia plutôt que leur division au profit des paysans pauvre souhaité par Fanfani, Aldisio subit le veto de la Coldiretti, influent représentant des agriculteurs exploitants,.
Néanmoins, Fanfani, ne parvenant pas à rallier les socialistes démocratiques pour former son premier gouvernement, rappelle des figures de l'aile droite de la DC, dont Aldisio qui devient ministre du Commerce et de l'Industrie le 19 janvier, jusqu'à la chute du cabinet le 10 février 1954.
A l'issue du congrès de Naples de juin 1954 où il n'est pas réélu au conseil national, il forme le courant Concentrazione avec Gonella, Pella et Togni, lequel choisit Giulio Andreotti comme président du groupe DC contre Aldo Moro présenté par la direction du parti.
Il demeure un député secondaire jusqu'à sa mort en 1964, siégeant à la commission Agriculture et Alimentation jusqu'en 1958, puis à celle des travaux publics qu'il préside entre 1958 et 1963.